# Tom and Jerry: The Movie (игра)
Tom and Jerry: The Movie (яп.  トム＆ジェリー ザ ムービー); также известна как Tom and Jerry) — видеоигра в жанре платформера, вышедшая в 1992 году для игровой приставки Sega Master System и разработанная японской компанией SIMS. Издана корпорацией SEGA.
В 1993 году был выпущен вариант для карманной консоли Sega Game Gear, разработанный той же студией, с совершенно другими этапами уровней, но тем же геймплеем. 
Игра создана по мотивам полнометражного мультфильма «Том и Джерри: Фильм» (1992).

## Сюжет
В версии для Master System Тому предстоит большая авантюрная погоня (частично повторяющая сюжет полнометражного мультфильма) за Джерри внутри дома и снаружи, а также на других локациях, заканчивающаяся тем, что Том, наконец, на мгновение ловит Джерри. 
В версии для консоли Game Gear Том преследует Джерри в поисках спрятанного сокровища.

## Игровой процесс
Игровой процесс Tom and Jerry: The Movie весьма свойственен для платформеров. Игрок управляет котом Томом. Он преследует Джерри по длинным уровням, а тот, в свой черед, расставляет взрывные ловушки и проходит под платформами. 
Том может лазить по платформам, перепрыгивая через «пропасти». Для успешного завершения уровня, Тому необходимо поймать Джерри в конце уровня; после чего начинается новый уровень.

## Рецензии и оценки
| Иноязычные издания | Иноязычные издания | Иноязычные издания |
| Издание            | Оценка             | Оценка             |
| Издание            | Master System      | SGG                |
| ------------------ | ------------------ | ------------------ |
| Sega Force         | 77 %               | 48 %               |
| Supersonic         | N/A                | 82 %               |
| Video Games        | N/A                | 62 %               |

Игра получила достаточно положительные оценки от профильной прессы. В частности, журнал Sega Force оценил версию для Master System на 77% из 100%. Тем не менее, журнал не был так же благосклонен к варианту для Game Gear, поставив ему 48% из 100%.
Весьма позитивно отозвался о версии для Game Gear французский игровой журнал Supersonic: «хорошая адаптация версии Master System, хотя игра довольно простая, для самых маленьких», поставив ей 82% из 100%.
Немецкий журнал Video Games поставил игре б2% из 100%: «Абсолютно удачный платформер! Непоседливый дуэт Тома и Джерри не даст вам расслабиться ни на секунду, подкидывая шутки и неожиданные атаки на протяжении пяти разных уровней. Чтобы добраться до сокровища без потерь, придется изрядно попотеть. (...) Атмосферу отлично поддерживают красочные комиксы, которые не только радуют глаз, но и иллюстрируют сюжет. Графика в игре проработана на высоком уровне: не только главные герои, но и фоны, спрайты и звуки выполнены профессионально».